# Tilloy-Floriville
Tilloy-Floriville es una comuna francesa situada en el departamento de Somme, en la región de Alta Francia.

## Demografía
| 295 | 293 | 273 | 292 | 333 | 324 | 378 |
| Para los censos de 1962 a 1999 la población legal corresponde a la población sin duplicidades (Fuente: INSEE [Consultar]) |     |     |     |     |     |     |